# Emmanuel Picavet
Pour les articles homonymes, voir Picavet.
Emmanuel Picavet (né à Paris en 1966) est un philosophe français. Ancien élève de l'ENS-Ulm et agrégé de philosophie en 1989, il a été maître de conférences en philosophie politique à l'Université Paris 1, et professeur de philosophie à l'Université de Franche-Comté, il est désormais professeur à l'Université Paris 1 (depuis 2012). Il est membre associé de l'Institut d'histoire et de philosophie des sciences et des techniques.
Professeur rattaché au laboratoire de recherches philosophiques sur les logiques de l'agir et à la section de philosophie de l'Université de Franche-Comté

## Travaux
Emmanuel Picavet, après des recherches doctorales menées dans le cadre du séminaire interuniversitaire de Philosophie des sciences (Université de Paris 4, Paris 10 et ENS Paris) et la soutenance de sa thèse en 1994 (Choix rationnel et vie publique. Essai sur le principe de rationalité dans les mathématiques de la décision, Université de Paris-Sorbonne), a été nommé maître de conférences en philosophie politique (UFR 10) à l’Université Panthéon-Sorbonne et a rejoint l’équipe de recherche en philosophie des sciences, ensuite devenue l’UMR 8590, dans le pôle de la philosophie des sciences humaines. Il a été directeur adjoint de l’UFR 10 en 1999-2000.
Les recherches d’Emmanuel Picavet concernent simultanément la théorie politique (théorie des normes et des droits individuels, applications de la théorie des jeux et de la théorie du choix social aux droits et aux normes) et l’épistémologie des sciences du politique et du social. L’axe principal de ses recherches a été, jusqu’ici, l’approfondissement de la méthodologie du choix rationnel dans le domaine de l’explication et de la justification de l’acceptation des valeurs et des normes éthiques ou politiques. Cette investigation a abouti, d’une part, à la présentation d’un modèle pour l’accord sur les droits (dans des articles publiés entre 1996 et 1998), et d’autre part (dans un article publié avec N. Gravel dans L’Année sociologique en 2000) à l’élaboration d’un modèle cognitiviste et conséquentialiste de l’acceptation des contraintes éthiques dans les situations stratégiques.
Il coordonne, avec Alain Marciano, la Revue de philosophie économique. 
Il est l'auteur de plusieurs volumes édités aux Presses universitaires de France.

## Publications (choix)

### Articles
- Emmanuel Picavet, « L'intervention du raisonnement mathématique en philosophie politique », dans Mathématiques et sciences humaines Hiver 2005 spécial Modèles et méthodes mathématiques dans les sciences sociales : apports et limites, no 172
- Sidgwick, Moore et l'approche économique de l'utilité des règles ordinaires, Revue de métaphysique et de morale 2005/3 (n° 47)
- De l'efficacité à la normativité, Revue économique 1999/4 (n° 50)

### Ouvrages
- 1995, Approches du concret. Une introduction à l'épistémologie, Paris, Ellipses
- 1996, Choix rationnel et vie publique, Paris, PUF
- 2000, Kelsen et Hart : les normes et la conduite, Paris, PUF
- 2001, John Rawls : Théorie de la justice, I, Paris, Ellipses
- 2011, La Revendication des droits. Une étude de l’équilibre des raisons dans le libéralisme, Paris, Classiques Garnier.